# سیارک ۱۶۲۷۵۵
سیارک ۱۶۲۷۵۵ (به انگلیسی: 162755 Spacesora، نامگذاری:2000WA68)۱۶۲۷۵۵مین سیارک کشف شده‌است که در ۲۸ نوامبر ۲۰۰۰ کشف شد.